# 結城持藤
結城 持藤（ゆうき もちふじ）は、室町時代の武将である。越後守を務めた。通称は十郎、勘解由左衛門尉。

## 概要
足利義満の寵臣・結城満藤の子。奉公衆二番衆に名前を連ねている。史料上確認できる下限は『蔭涼軒日録』寛正3年（1462年）5月1日条である。